# Popis okultista
Ovo je popis poznatih ljudi, bilo suvremenih, povijesnih ili legendarnih koji su se upuštali u proučavanje i rad sljedećih praksi:
- alkemija
- astrologija
- magija, crna magija
- praktični misticizam
- okultizam
- teurgija
- vještičarstvo
- vudu

## Poznati okultisti

### Klasična mitologija
- Hekata, božica magije
- Kasandra, proročica
- Kirka, legendarna čarobnica
- Medeja, legendarna čarobnica
- Semiramida, polulegendarna kraljica i čarobnica

### Antika
- Apolonije iz Tijane, čarobnjak i mistik
- Apulej, autor magičnog romana
- Heraklit, filozof značajan u ezoteriji
- Hermes Trismegistos/Thoth, bog tajnih znanja, pisma i magije
- Jamblih, novoplatonistički filozof i teurgist
- Julijan Apostata, praktičar okultne teurgije
- Klaudije Ptolomej, astrolog
- Pitagora, novoplatonistički filozof značajan u okultizmu
- Platon, filozof značajan u okultizmu
- Plotin, novoplatonistički filozof značajan u okultizmu
- Šimun Mag, legendarni čarobnjak spomenut u Novom zavjetu
- Salomon, židovski kralj koji je, prema predaji, ovladao demonima
- Vještica iz Endora, vještica iz Biblije

### Srednjovjekovna Europa
- Pietro d’Abano, astrolog, navodni autor magijskih rukopisa
- Abraham Abulafia, kabalist
- Albert Veliki, pripisani su mu mnogi magijski tekstovi
- Gilles de Rais, serijski ubojica optužen zbog čarobnjaštva i sotonizma
- Merlin, arturijanski čarobnjak
- Michael Scot, škotski čarobnjak
- Morgan le Fay, vještica, sestra kralja Arthura
- Nicolas Flamel, alkemičar
- Ramon Llull, alkemičar i mistik
- Roger Bacon, filozof optužen zbog bavljena magijom

### Renesansa
- Abramelin Mag, navodni autor grimorija
- Heinrich Cornelius Agrippa von Nettesheim, okultni filozof i astrolog
- Athanasius Kircher, isusovac, pisao o magijskim temama
- Olaus Borrichius, danski alkemičar
- Giordano Bruno, okultni filozof, optužen zbog magije i pogubljen
- Kristina Švedska, kraljica, bavila se alkemijom
- Arthur Dee, hermetički autor, sin Johna Deeja
- John Dee, okultist i astrolog
- Gerhard Dorn, belgijski sljedbenik Paracelsusa
- Faust (lik), prema predaji, sklopio pakt s Vragom
- Marsilio Ficino, okultist i astrolog
- Robert Fludd, okultni filozof i astrolog
- Edward Kelley, medij koji je pomagao Deeju
- Giovanni Pico della Mirandola, okultist
- Nostradamus, prorok, vidovnjak i astrolog
- Paracelsus, liječnik, alkemičar, ijatrokemičar i okultni filozof
- Sir Walter Raleigh, alkemičar
- Johannes Reuchlin, njemački kabalistički čarobnjak
- Rudolf II., car Svetog Rimskog Carstva, alkemičar
- Janet Ursula Southiel, vidovnjakinja i navodna vještica
- Johann von Tritheim, kriptograf i okultist
- Johann Weyer (Johannes Wierus), okultist i demonolog

### Prosvjetiteljstvo
- Alessandro Cagliostro, Giuseppe Balsamo, okultni šarlatan i varalica
- Antoine Court de Gébelin, povezao tarot i ezoteriju
- Etteilla, gatara
- Françoise Athenaïs Rochechouart, marquise de Montespan, kraljeva ljubavnica
- Sir Isaac Newton, fizičar i alkemičar
- Grof Saint Germain, alkemičar
- Louis-Claude de Saint-Martin, osnivač martinizma
- Emanuel Swedenborg, alkemičar
- Catherine La Voisin, francuska čarobnica
- Adam Weishaupt, osnivač Iluminata

### Devetnaesto stoljeće
- Francis Barrett, okultni autor
- Algernon Blackwood, član Zlatne zore
- William Blake, okultni pjesnik
- Jelena Petrovna Blavatskaja, osnivačica teozofije
- Aleister Crowley, okultist i osnivač i zagovornik Theleme
- Arthur Conan Doyle, književnik i kreator Sherlocka Holmesa
- Stanislas de Guaita, okultni autor
- John George Hohman, američki čarobnjak
- Allan Kardec, osnivač spiritizma
- Marie Laveau, američka voodoo svećenica
- Marie Anne Lenormand, vidovnjakinja i gatara
- Eliphas Lévi, okultist
- Guido von List
- Samuel Liddell MacGregor Mathers, osnivač Zlatne zore
- Papus, pseudonim Gerarda Encaussea, okultnog pisca
- Carl Reichenbach
- August Strindberg, dramatist, alkemičar
- Arthur Edward Waite, okultni pisac i član Zlatne zore
- William Wynn Westcott, suosnivač Zlatne zore
- William Butler Yeats, pjesnik, astrolog i član Zlatne zore

### Dvadeseto stoljeće
- Franz Bardon, okultni pisac
- Raymond Buckland, wiccanski pisac
- W. E. Butler, okultni pisac
- Carlos Castaneda, čarobnjak i okultni pisac
- Aleister Crowley, okultist, mag, osnivač Theleme
- Gerina Dunwich, vještica i okultna spisateljica
- Julius Evola
- Dion Fortune, okultna spisateljica
- Gerald Gardner, okultni pisac i osnivač Wicce
- Gareth Knight, okultni pisac
- Konstantinos, pseudonim praktičnog okultista, autora i neopoganina
- Israel Regardie, okultni pisac, čarobnjak i Crowleyjev učenik
- Austin Osman Spare, okultni umjetnik
- Rudolf Steiner, osnivač antropozofije
- Diane Hegarty, američka čarobnica
- Zeena Schreck, američka glazbenica